# 814
Раннє Середньовіччя. Епоха вікінгів. Реконкіста.
У Східній Римській імперії триває правління Лева V Вірменина. Завершилося правління Карла Великого у Франкському королівстві, розпочалося правління Людовика Благочестивого. Північ Італії належить Франкському королівству, Рим і Равенна під управлінням Папи Римського, герцогства на південь від Римської області незалежні, деякі області на півночі та на півдні належать Візантії. Піренейський півострів, окрім Королівства Астурія, займає Кордовський емірат. В Англії триває період гептархії. Існують слов'янські держави: Карантанія, як васал Франкського королівства, та Перше Болгарське царство.
Аббасидський халіфат очолює аль-Мамун. У Китаї править династія Тан. Велика частина Індії під контролем імперії Пала. В Японії триває період Хей'ан. Хозарський каганат підпорядкував собі кочові народи на великій степовій території між Азовським морем та Аралом. Територію на північ від Китаю займає Уйгурський каганат.
На території лісостепової України в IX столітті літописці згадують слов'янські племена білих хорватів, бужан, волинян, деревлян, дулібів, полян, сіверян, тиверців, уличів. У Північному Причорномор'ї співіснують різні кочові племена, зокрема булгари, хозари, алани, тюрки, угри, кримські готи. Херсонес Таврійський належить Візантії.

## Події
- 28 січня в Аахені у віці 67-и років помер Карл Великий з династії Каролінгів, з 768 року франкський король, з 4 грудня 771 року одноосібний правитель Франкського королівства, з кінця 774 року король лангобардів і з 25 грудня 800 року імператор.
- По смерті Карла Великого престол успадкував його син Людовик I Благочестивий.
- У Константинополі виник конфлікт між іконоборцем василевсом Левом V Вірменином та патріархом Никифором.
- Візантійський василевс заборонив торгівлю з арабами.
- Помер під час облоги Константинополя булгарський хан Крум, і йому успадкував його син Омуртаг. Він уклав мир на 30 років із Візантією.
- Вікінги напали на франкські землі в гирлі Луари.

## Померли
- Карл Великий, римський імператор.
- Крум, булгарський хан.